# Позднеєво
Поздне́єво (рос. Позднеево) — присілок у складі Томського району Томської області, Росія. Входить до складу Зональненського сільського поселення.

## Населення
Населення — 131 особа (2010; 114 у 2002).
Національний склад (станом на 2002 рік):
- росіяни — 94 %